# Iouri Elisseïev
Pour les articles homonymes, voir Elisseïev.
Iouri Mikhaïlovitch Elisseïev (en russe : Юрий Михайлович Елисеев) est un joueur d'échecs russe  né le 29 juillet 1996 et mort le 26 novembre 2016 à Moscou,. 
Grand maître international depuis 2013 (à 17 ans) et champion de Moscou en 2015, Elisseïev était le dixième junior mondial et le 39e joueur russe en novembre 2016, avec un classement Elo de 2 614.

## Biographie et carrière
Elisseïev a remporté le championnat de Russie cadets et le championnat du monde cadets (moins de 16 ans) en 2012 et le championnat d'échecs de Moscou en 2015. En février 2013 et 2016, il remporte l'open de Moscou. 
Le 26 novembre 2016, vers 22 h 30, il tombe du douzième étage de son immeuble en essayant de grimper depuis sa fenêtre jusqu'à un balcon voisin en s'entraînant au parkour.